# Sphaerocarpos drewiae
Espèce
Statut de conservation UICN

 EN B1+2cd : En danger
 Sphaerocarpos drewei 
Sphaerocarpos drewiae est une espèce de plantes du genre Sphaerocarpos de la famille des Sphaerocarpaceae.